# Per Stöltenhielm
Per Stöltenhielm, född Per Larsson 1610 i Örebro, död 1668, var en svensk militär.

## Biografi
Han blev volontär vid Gula regementet 1630, fänrik 1631, löjtnant 1632, kapten 1636, major 1640 och överstelöjtnant 1646. Han skadades flera gånger under trettioåriga kriget och 27 juli 1639 skadades han allvarligt vid stormningen av Landsberg an der Warthe, då hans vänstra ben blev avskjutet. Han tvingades därefter gå med hjälp av en krycka.
1646 blev han kommendant i Vänersborg med kringliggande skansar. Han uppges ha lidit även psykiskt av sin krigsskada, men stadsborna såg honom mest till häst vid inspektion av befästningsverkens vallar och palissader. Finansiering saknades oftast för underhållet av dessa och i fredstid var bökande svin vallarnas värsta fiender. Ansvaret för kommendanten gällde bland annat förråd, skanskorgar, morgonstjärnor, minor, pikar, musköter, fyrrör med mera.
Han blev adlad med namnet Stöltenhielm 1649, med sköld nummer 630 på Riddarhuset 1778. Vapnet upptog på blå färg bland annat ett svart träben med en röd hosa runt låret samt ett bart svärd och en kanon. Hans ägor utgjordes av flera hemman i Vassända-Naglum varibland märktes Kantenbergs egendom. Den lilla och oregelbundet utbetalda lönen var en ständig källa till bekymmer, men på grund av hans ”trogne och tappre tjänster” befriades han 1661 från att drabbas av den vid 1655 års riksdag beslutade reduktionen, vanligen kallad "fjärdepartsräfsten". 
Stöltenhielm gifte sig med Anna Eriksdotter (1621–1690) vars fader var rådman i Stockholm. Ätten utdog på manslinjen, då sonen överste Lorentz Gustaf Stöltenhielm avled 1719. Han deltog i stora nordiska kriget, men fick avsked 1703 på grund av hög ålder.